# Sexo con amor
Sexo con amor és una pel·lícula xilena del 2003, dirigida per Boris Quercia, i protagonitzada per Patricio Contreras, Sigrid Alegria, Catalina Guerra, María Izquierdo, Álvaro Rudolphy i Berta Lasala.
Va tenir una audiència de 990 572 espectadors, sent la pel·lícula xilena més vista fins a 2012, quan va ser superada per Stefan v/s Kramer.

## Trama
En una reunió d'apoderats, la fi dels quals és discutir sobre com parlar de la sexualitat als nens, es comencen a donar a conèixer tres històries relacionades amb el sexe plenes d'humor i frustració. Una història és la de Luisa, professora del col·legi que organitza la reunió d'apoderats, aquesta té un romanç ocult amb un dels pares del col·legi. Una altra història és la d'Emilio, un carnisser forçat a una abstinència per causa de problemes de la seva esposa. I la tercera història és la d'Álvaro, un empresari i faldiller amb família.

## Repartiment
- Álvaro Rudolphy - Álvaro
- Sigrid Alegría - Luisa
- Patricio Contreras - Jorge
- Boris Quercia - Emilio
- Francisco Pérez-Bannen - Valentín
- Berta Lasala - Patricia
- Catalina Guerra - Angélica
- Javiera Díaz de Valdés - Susan
- María Izquierdo - Maca
- Cecilia Amenábar - Elena
- Loreto Valenzuela - Mónica
- Teresa Münchmeyer - Nana Marta
- Carolina Oliva - Eli
- Catherine Mazoyer - Enfermera

## Recepció
Entre altres guardons, al Festival de Cinema Iberoamericà de Huelva de 2003 va guanyar el premi al millor director novell i el premi especial del jurat.

## Banda sonora

### Llista de temes
1. Sexo con Amor - Pettinellis (03:21)[5]
2. Que Pacho - González y Los Asistentes (03:23)
3. Tu cariño se me va - Buddy Richard (03:26)
4. Mentira - Buddy Richard (04:21)
5. Ch bah Puta la Guea - Pettinellis (02:33)
6. Lavadora - Pettinellis (02:06)
7. Luisa- Pettinellis (02:15)
8. Pepino - Pettinellis (01:25)
9. Test - Pettinellis (00:46)
10. Sexo sin Amor - Pettinellis (00:32)
11. La Loca y El Psiquiatra- Boris Quercia (02:18)
12. Persecución - Pettinellis (03:15)
13. Diálogos - Sexo con Amor (01:32)
14. Tu o Va L'Americano [EP EPettinellis] - Pettinellis (03:39)
15. Hospital (Cumbia) [EP EPettinellis] - Pettinellis (04:58)
16. La Flor de la Verbena [EP EPettinellis] - Pettinellis (02:23)
17. Requetemix Ch bah Puta La Güeá [EP EPettinellis] - Pettinellis (Jorge González Mix) (07:48)